# 愛民邨

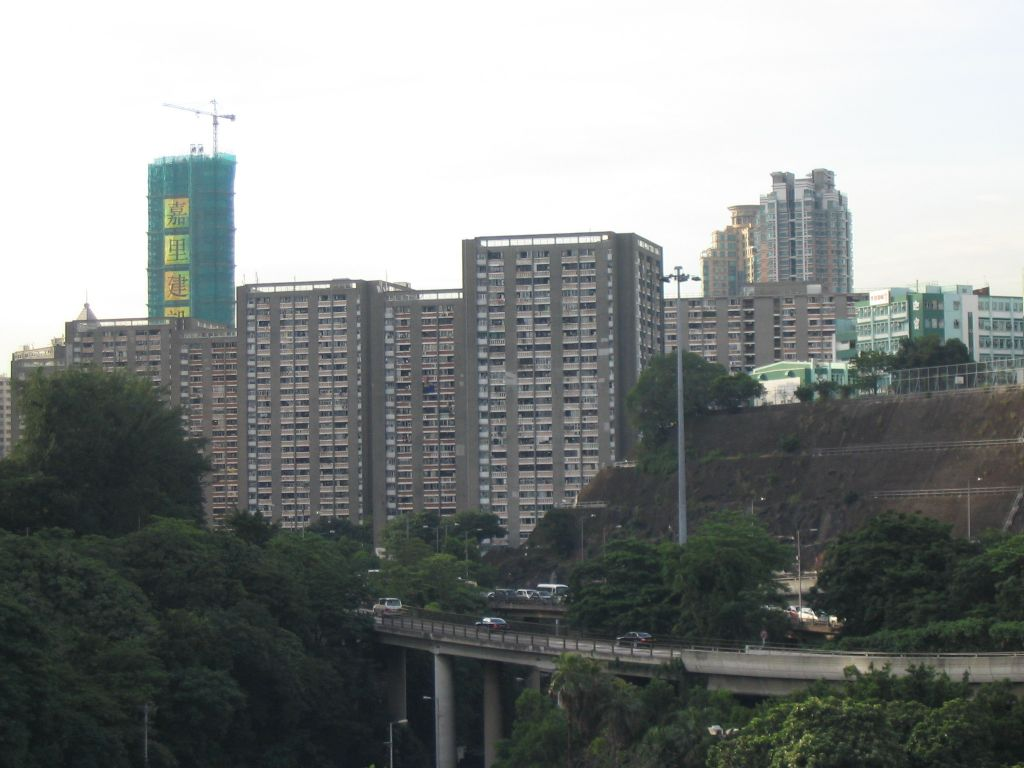
翻新前的愛民邨

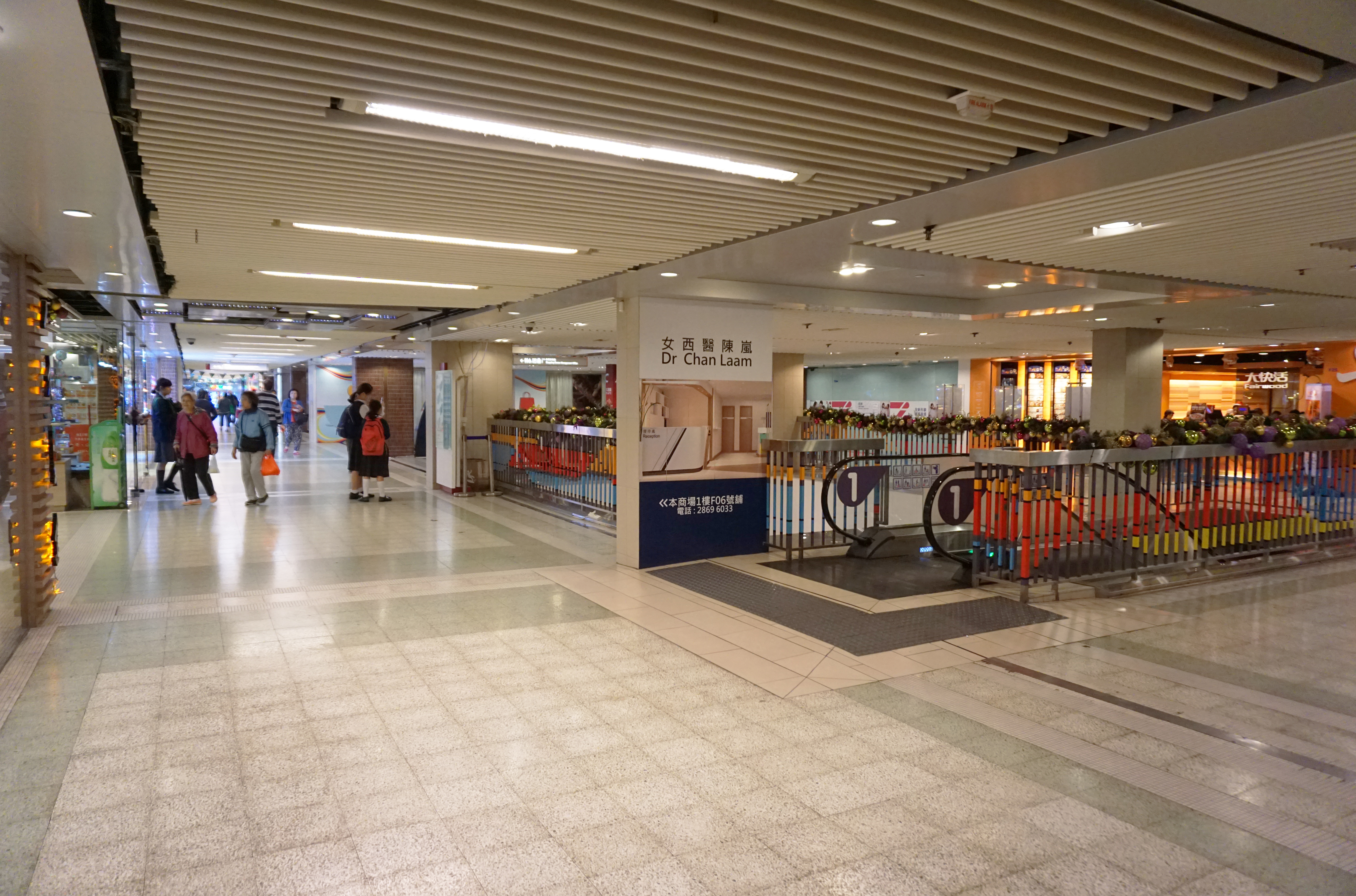
愛民廣場1樓

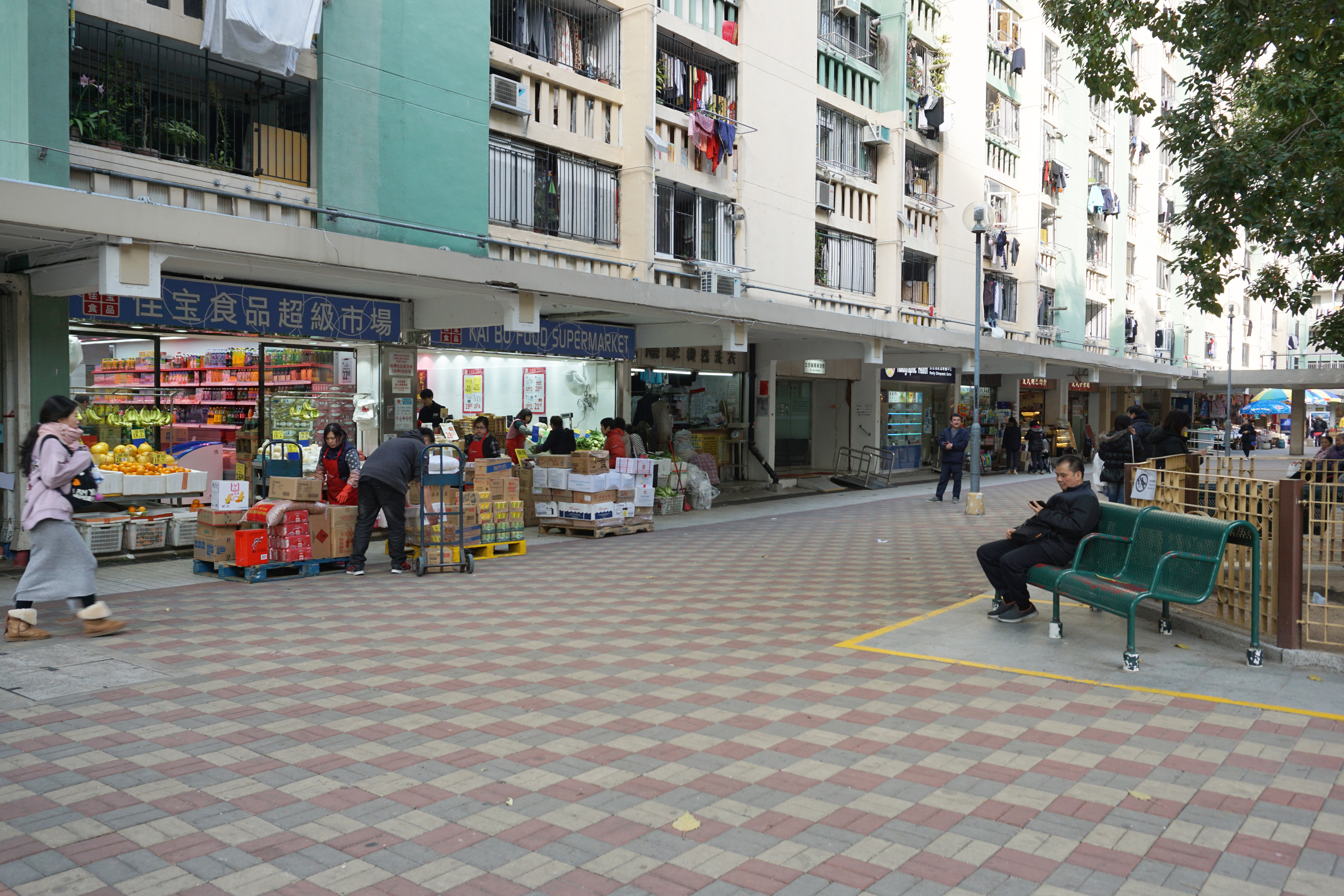
昭民樓商舖

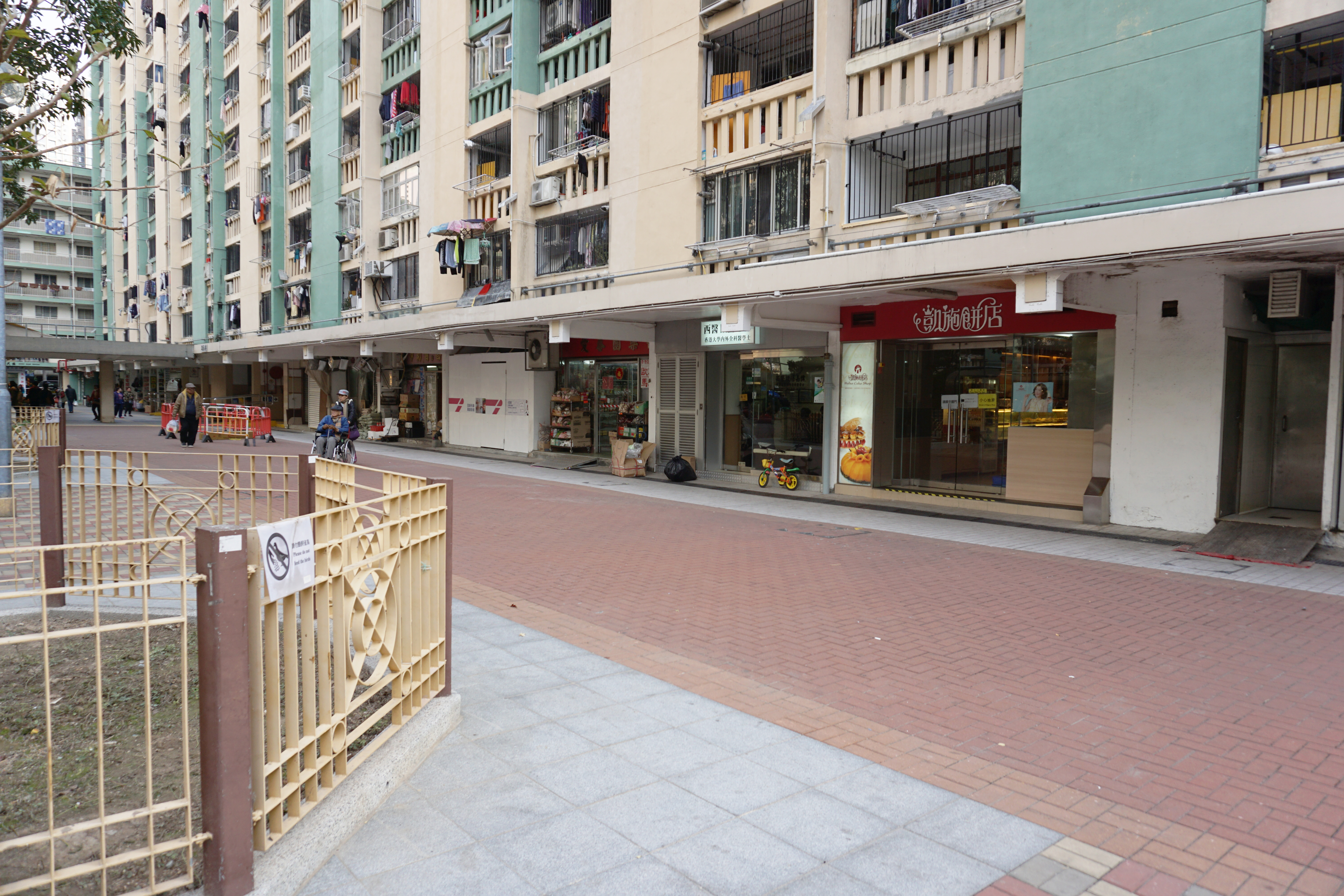
頌民樓商舖

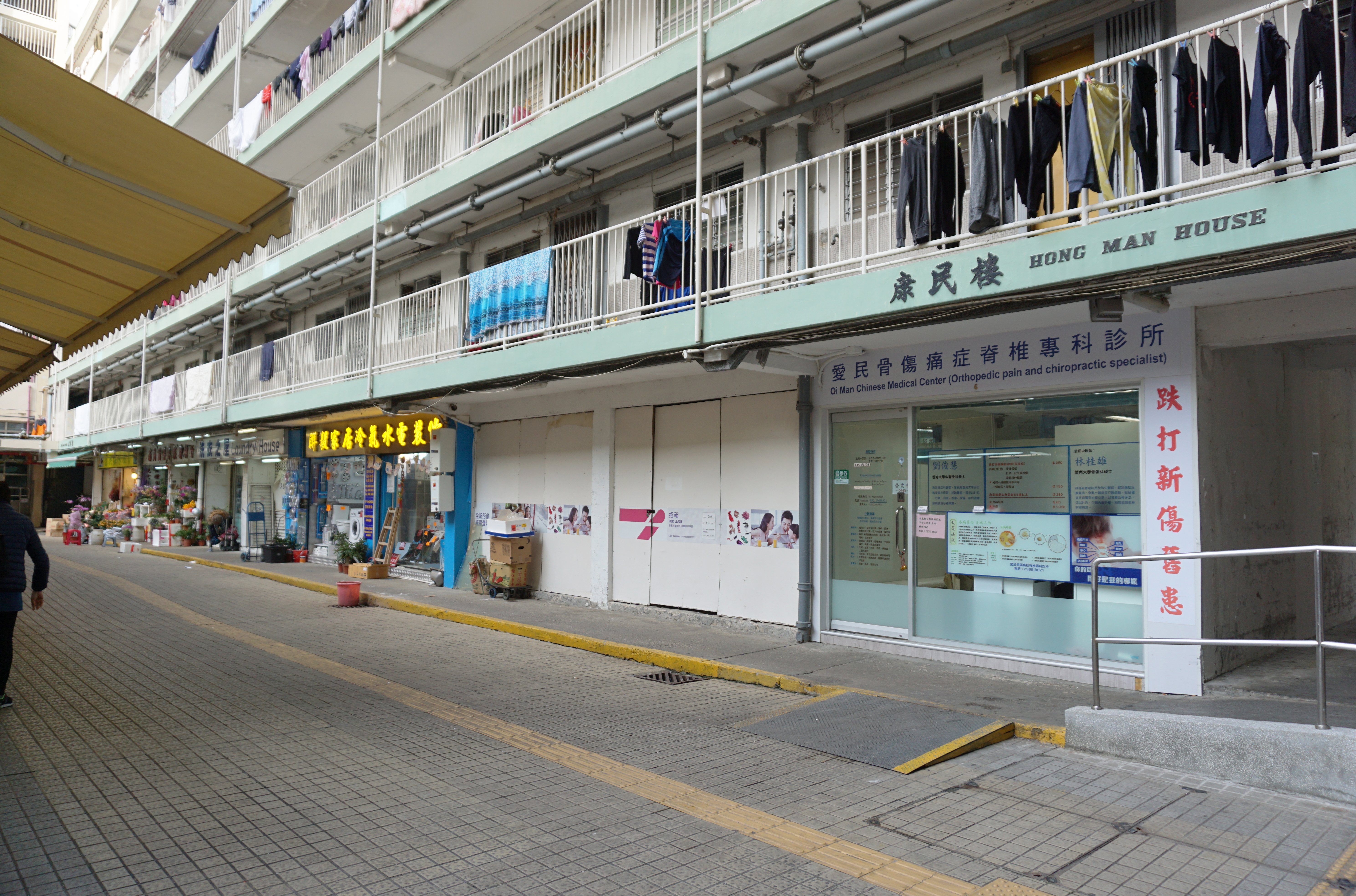
康民樓商舖

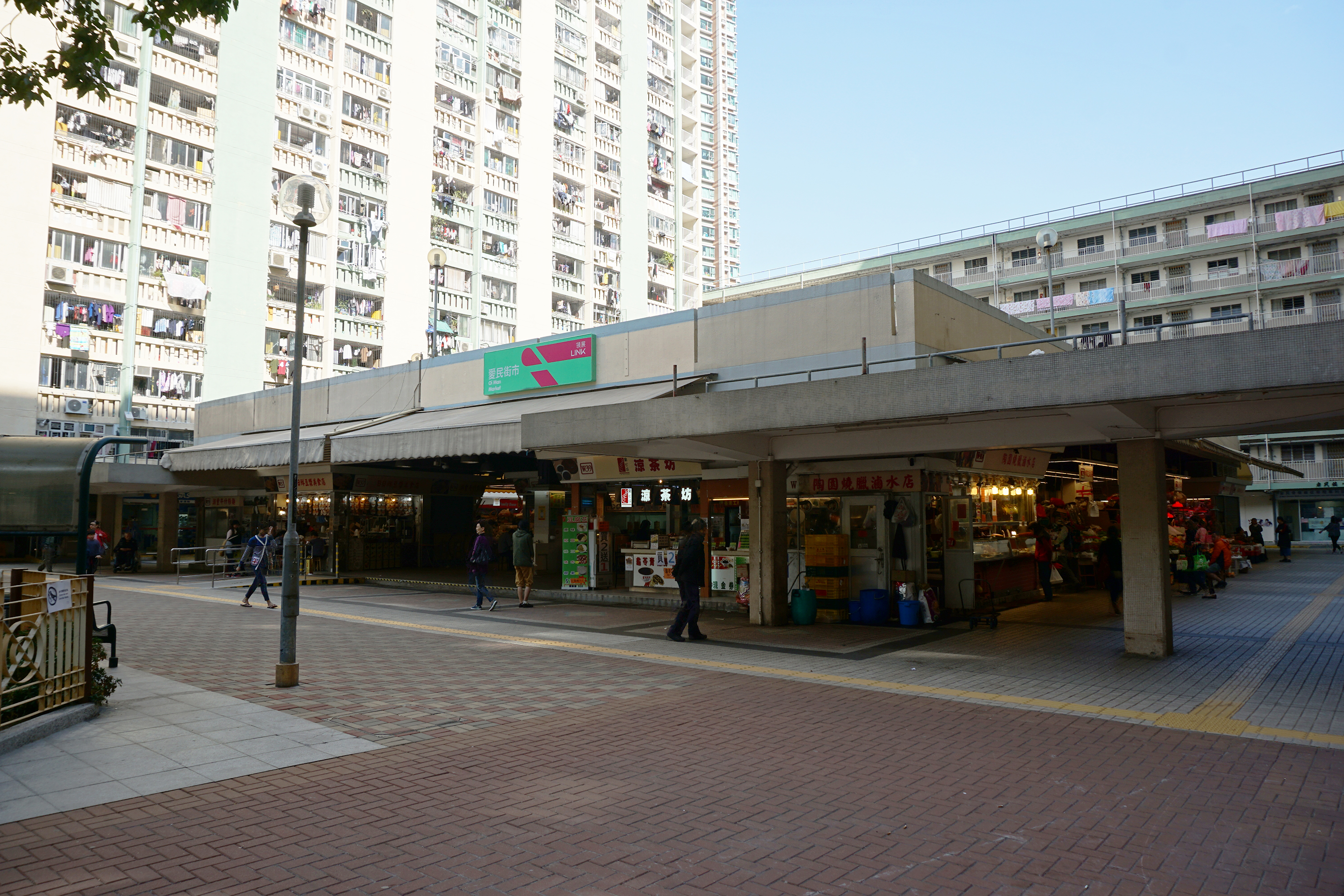
愛民街市西南面

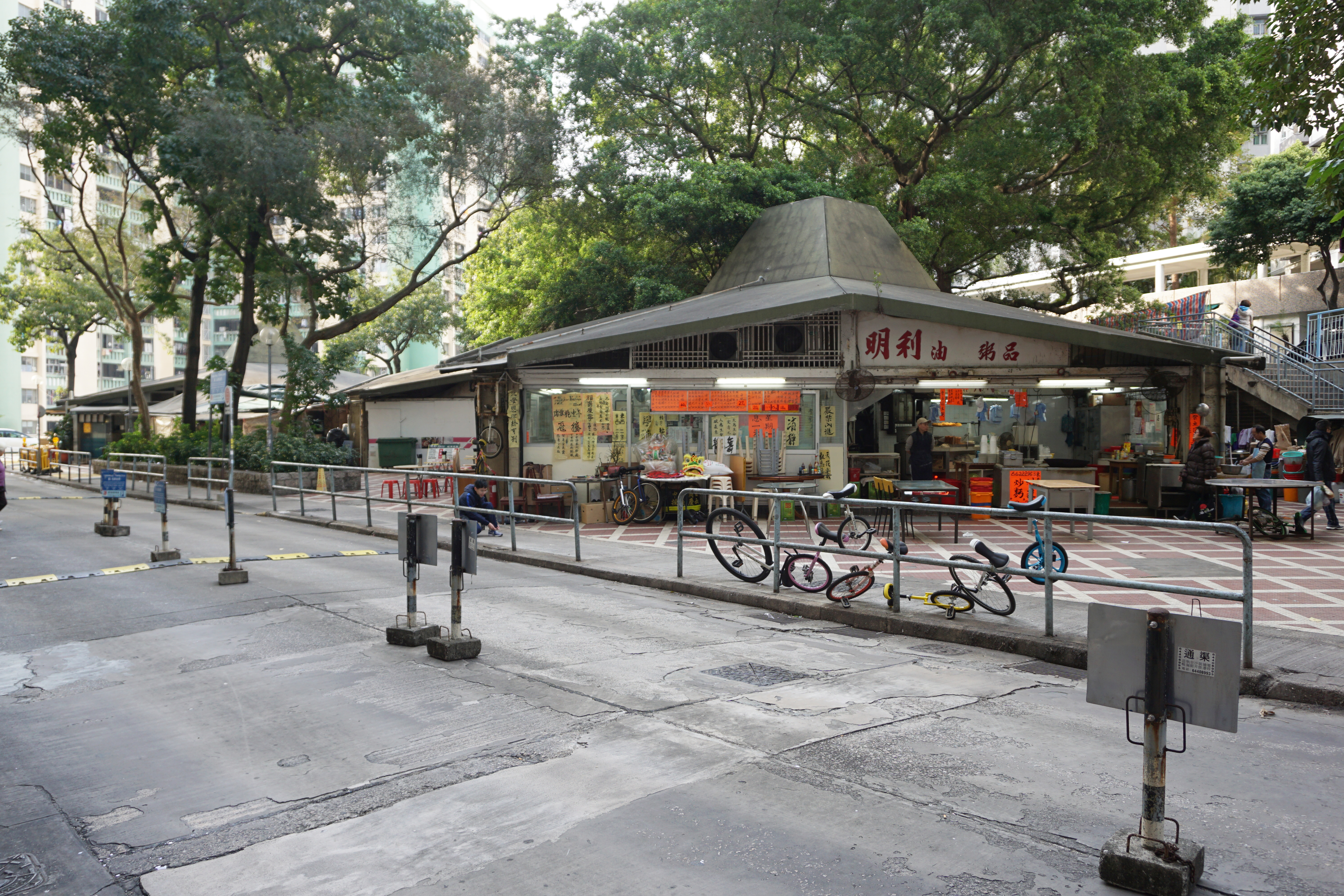
冬菇亭熟食檔

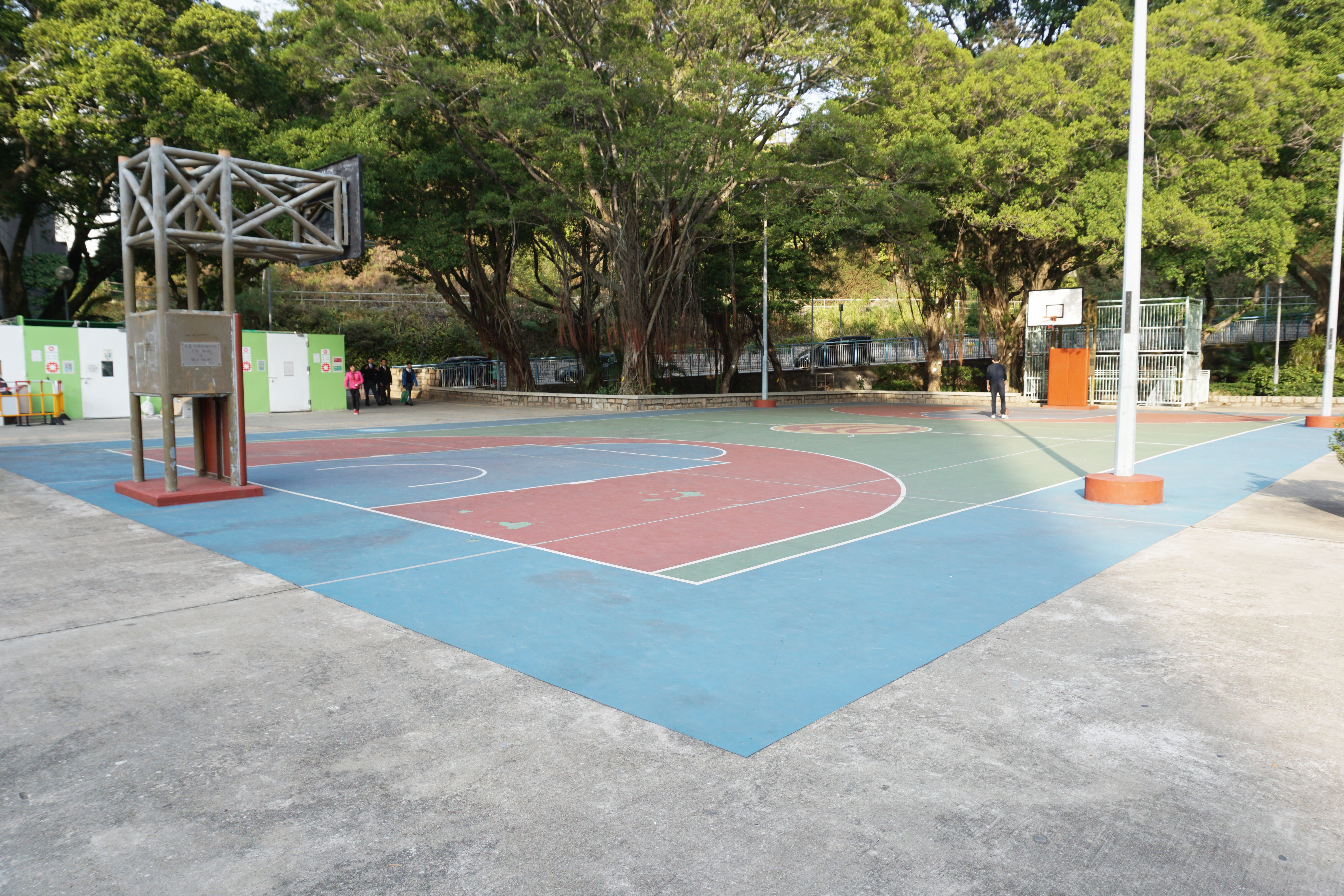
籃球場

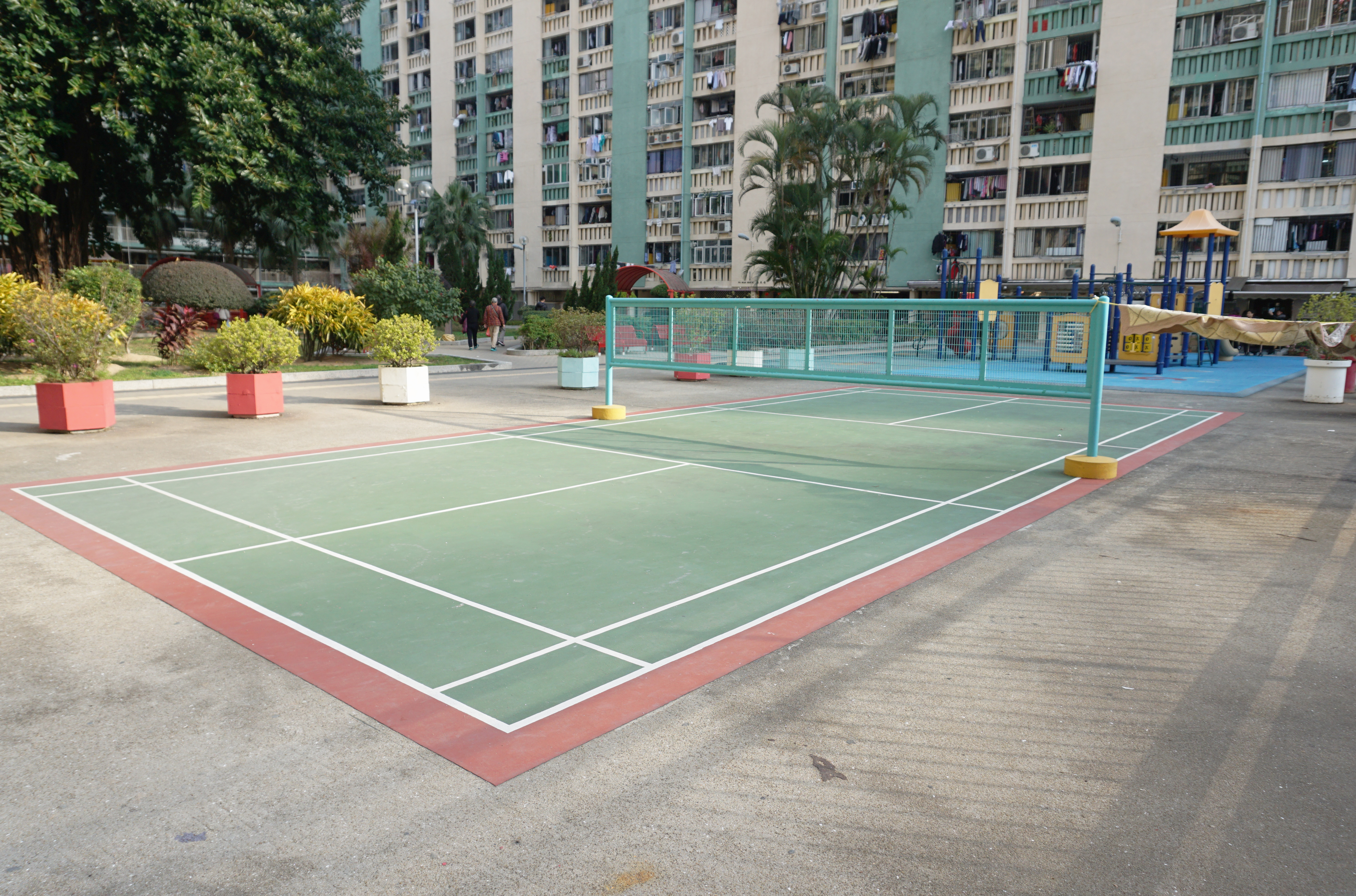
羽毛球場及兒童遊樂場

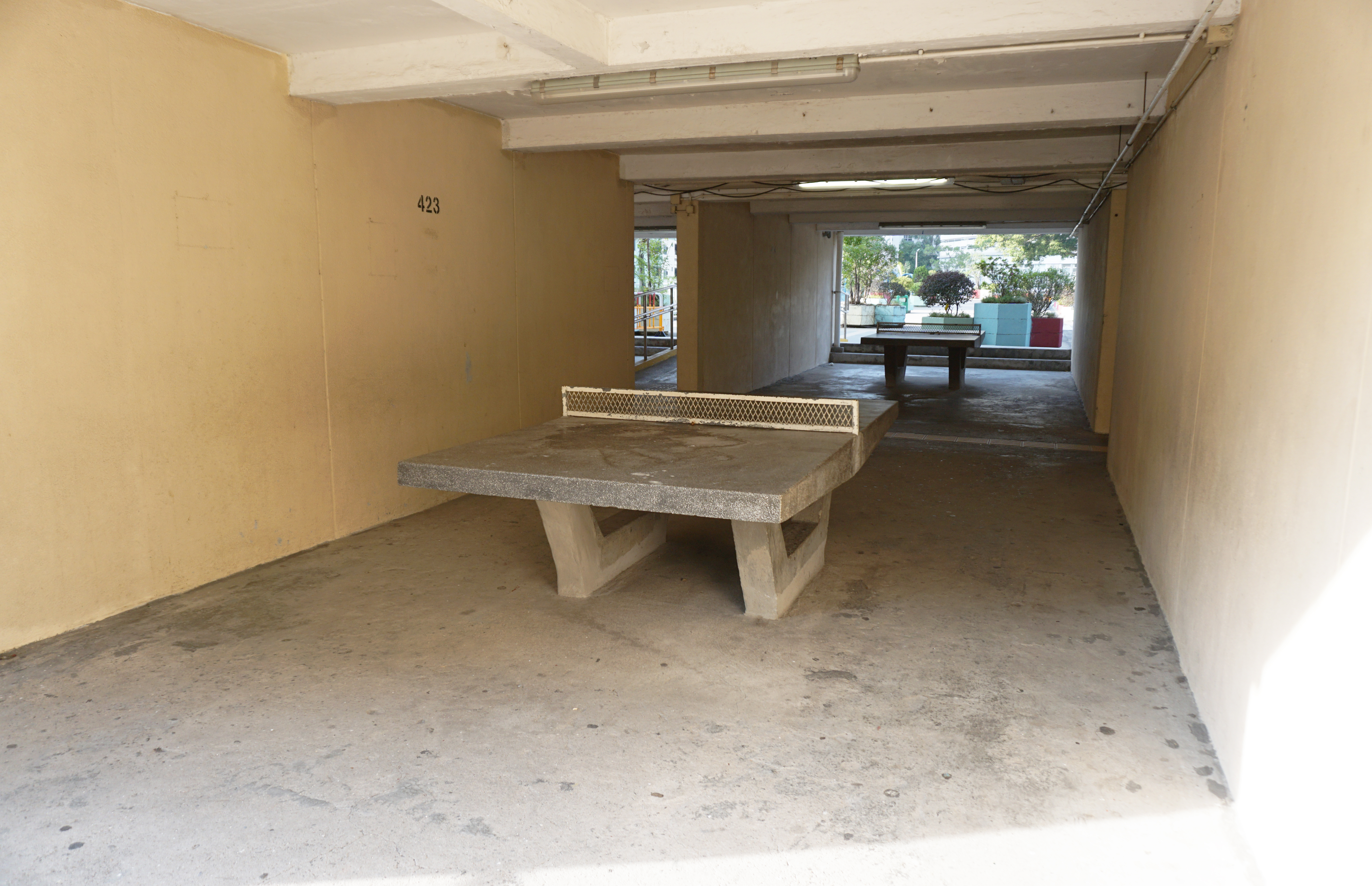
乒乓球枱

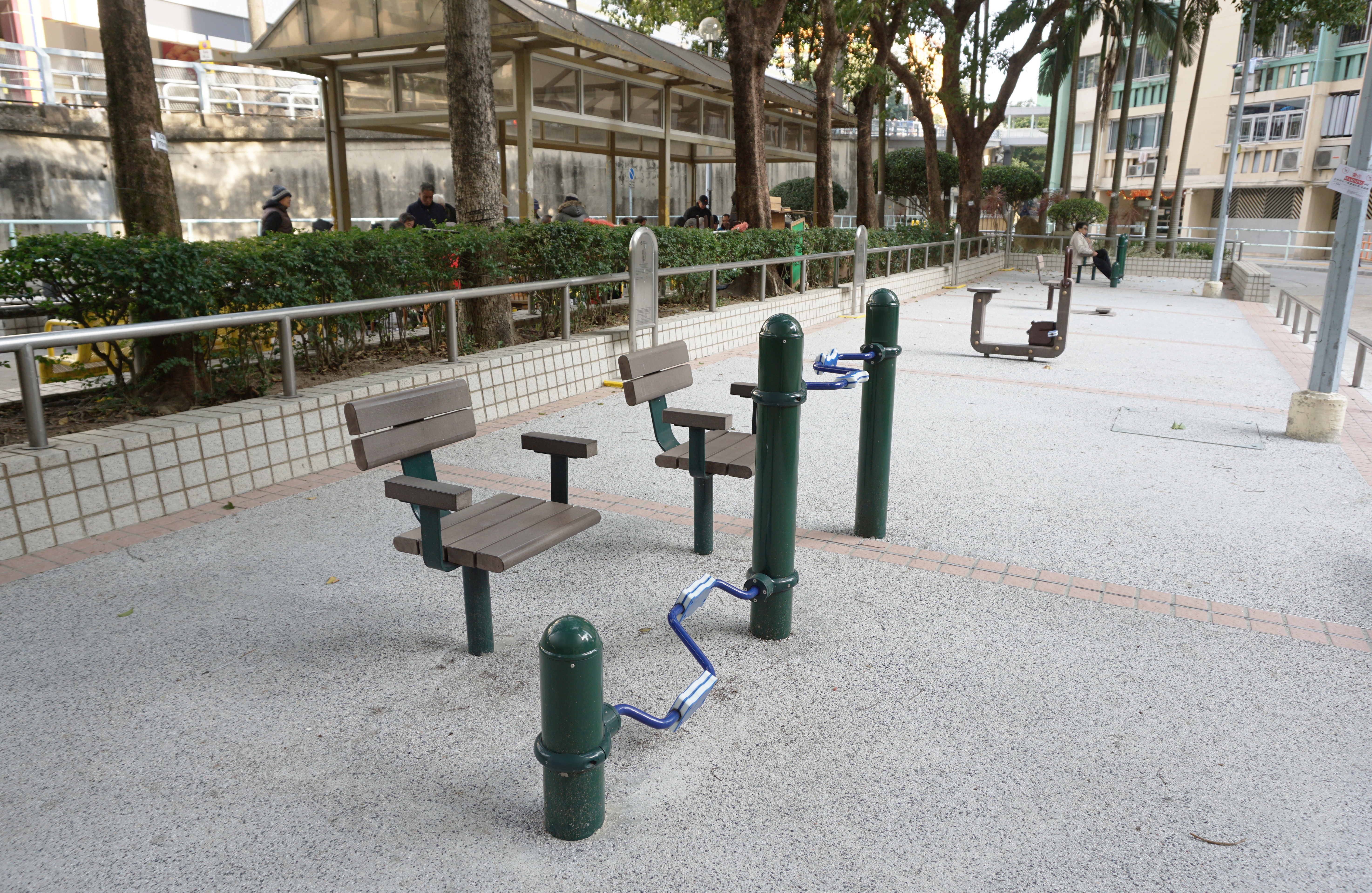
健體區

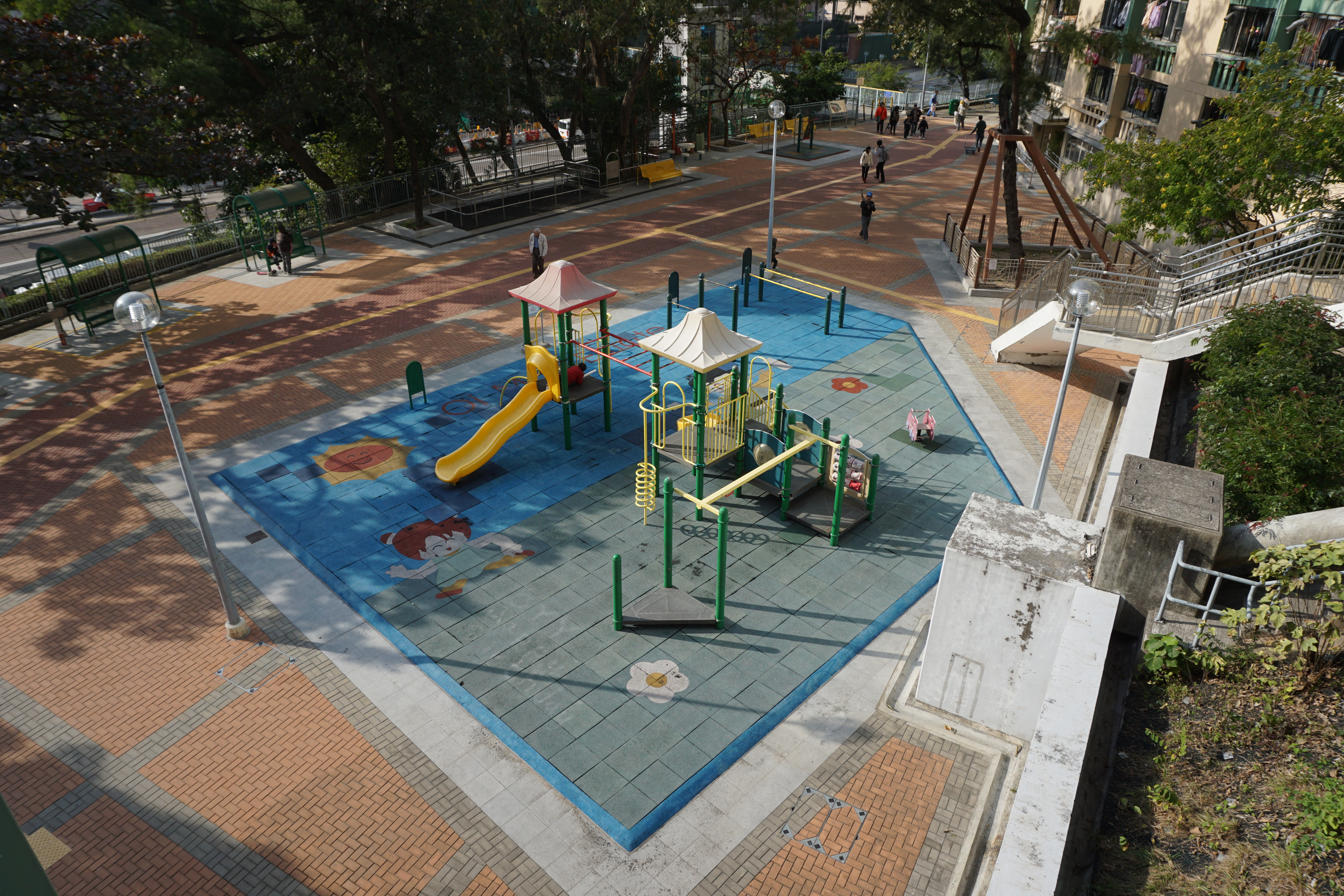
兒童遊樂場（2）及卵石路步行徑（圖上方）

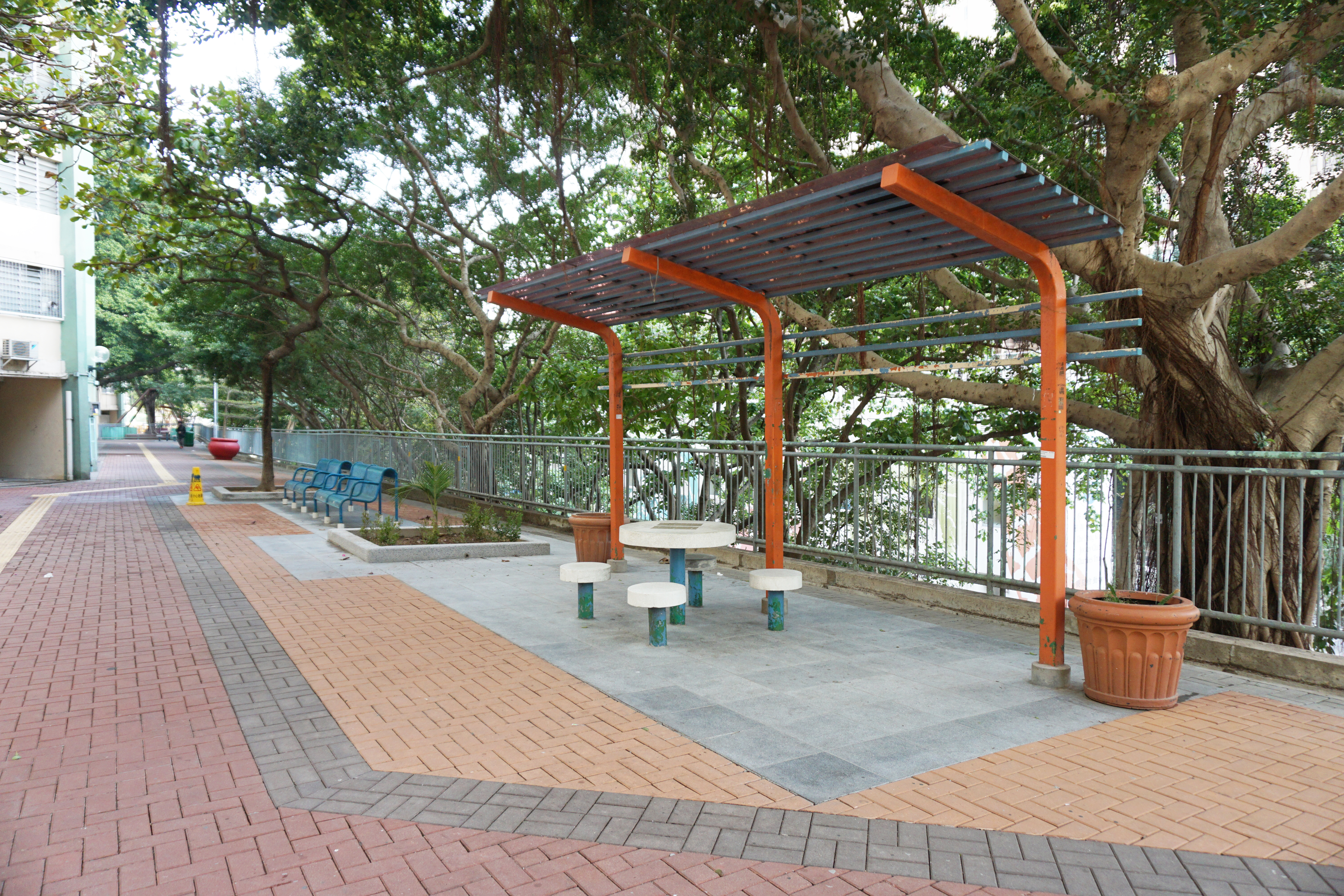
棋藝區

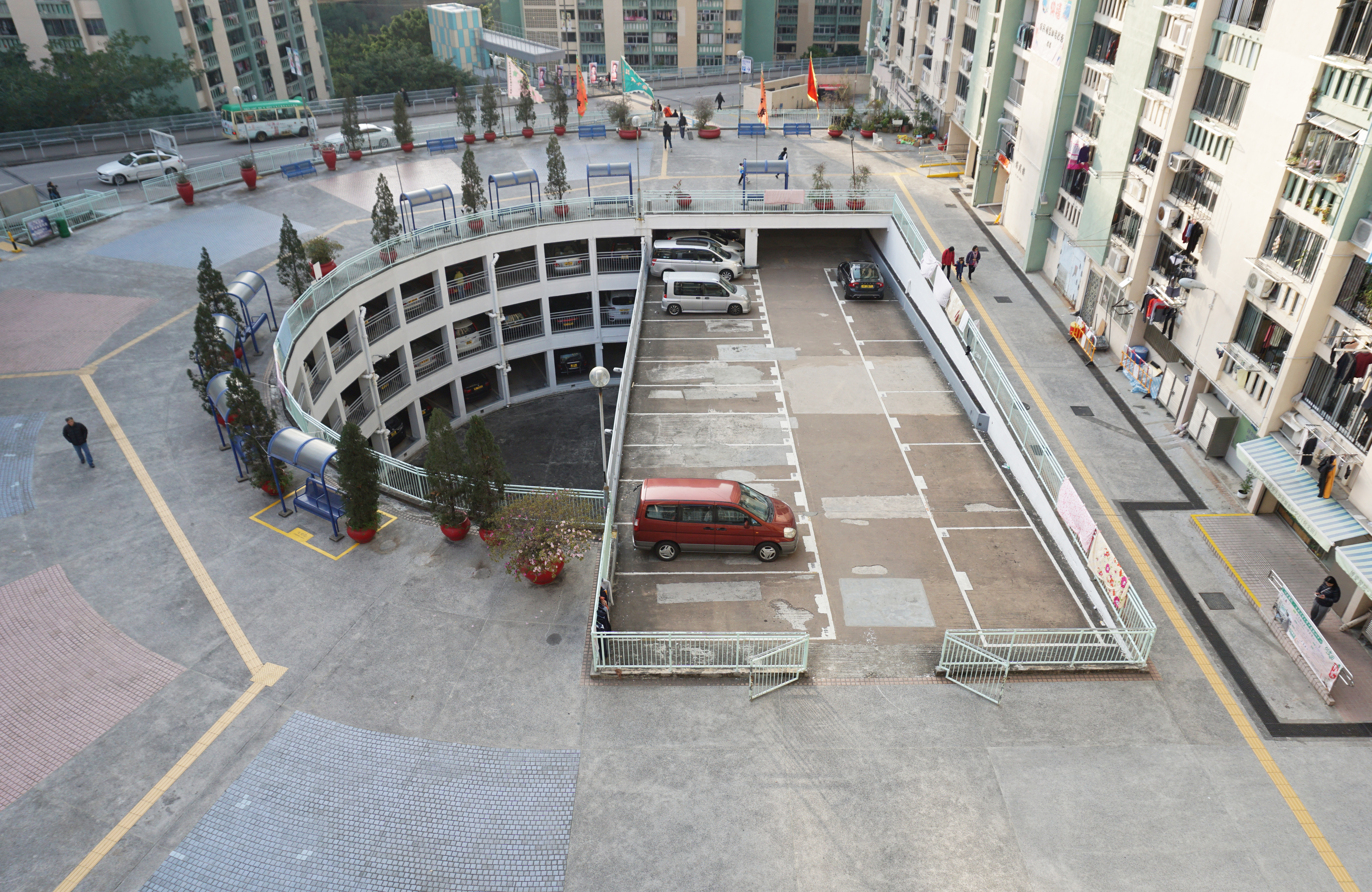
愛民廣場停車場

愛民邨（英語：Oi Man Estate）是由香港房屋委員會管理其中的一個公共屋邨及前香港房屋委員會總部，由房屋署建築師廖本懷先生設計及由房屋署建築師彭玉陵先生擔任項目建築師，安利（蕭氏）建築有限公司承建。此屋邨位於九龍紅磡山忠孝街和孝民街。它是全九龍城區佔地面積最廣的屋邨。由於屋邨範圍甚大，加上愛民邨的地勢關係，故邨內有部份單位露台的景觀可以眺望維多利亞港，再加上各個單位皆設有露台、以及及設計上參考了華富邨並稍作改良，故此在坊間中，愛民邨有「九龍華富邨」之稱。

## 歷史
愛民邨是房委會前身香港屋宇建設委員會繼華富邨、蘇屋邨、北角邨及西環邨後策劃建設的第三個屋邨，當時獲譽為遠東規模最大的地區性住宅計劃。
愛民邨是香港屋宇建設委員會最後一個屋邨，而落成時已經重組為香港房屋委員會。它前身的是何文田平房區迦密村和及治民村，更前身為寮屋區及戰前興建之「羅馬墳場」。在1970年開始施工，1973至1975年期間陸續建成，1974至1975年陸續入伙，是香港第一代公屋，愛民邨擁有一個井型天井，不論是由下向上、上向下或是在樓層間。最早落成的是衛民樓，最遲落成的是商場及其上蓋之嘉民樓、禮民樓、保民樓及建民樓。而邨內設有停車場、1間幼稚園、2條私家道路、一座3層高商場、3座「冬菇亭」熟食中心和一街市。此外愛民邨是香港首個設有公共天線系統的公共屋邨，其中嘉民樓和康民樓更是香港首批各單位均配備兩個梗房與浴缸的房屋署公屋大廈。
在1975年，英女王伊莉莎白二世及菲利普親王首次訪港期間亦參觀當時初落成之愛民邨；當年，愛民邨因為英女皇曾經到訪及有「九龍模範邨」稱號，所以當時吸引不少遊客及市民慕名參觀。正因如此，為了接待遊客，愛民商場開設各式各樣的商店接待遊客。但隨著英女皇熱潮退弱，令遊客數量減少，再加上區內人口老化，這些商店陸續結業。
1997年至1998年房屋署為全邨更換為銅製水管，洗手間地板及門，居民終於免受經常開水喉只是見到夾雜泥沙或鐵锈的水之苦。
2006年底，開始分多階段進行全邨大維修，先由下邨開始，最後一批為商場上蓋之樓宇，工程包括修補室內及室外鬆落部份、更換室內電線、更換實心木門及大型髹漆工程，工程於2007年全部竣工。而昭民樓某單位曾經成為更換室內電線工程之示範單位供公眾及傳媒參觀。
愛民邨落成至今已超過40年樓齡，加上於1990年代發現其中一座雙塔式大廈 - 敦民樓，並不符合建築規格，香港政府早於1998年曾建議愛民邨於2007年至2008年開始清拆重建，邨內居民遷往於2005至2007年期間重建完成之山谷道邨及何文田邨，但政府八萬五建屋計劃於2002年告吹，山谷道邨及何文田邨重建計劃因而終止，加上房屋署於2009年宣佈愛民邨15年內不用清拆，愛民邨重建計劃亦因而腰斬。

## 屋邨資料

### 樓宇
| 樓宇名稱（座號）         | 樓宇類型              | 落成年份 | 樓宇層數              | 每層伙數                   | 單位數目（伙） | 建築師                          | 承建商                   | 提供升降機服務的廠商 （更換前） | 提供升降機服務的廠商 （更換後） |
| ------------------------ | --------------------- | -------- | --------------------- | -------------------------- | -------------- | ------------------------------- | ------------------------ | ------------------------------- | ------------------------------- |
| 昭民樓（A座） （英語：Chiu Man House） | 舊長型 （中央走廊式） | 1975年   | 18                    | 34                         | 612            | 廖本懷 （屋宇建設委員會建築師） | 安利（蕭氏）建築有限公司 | 三菱 ACR (AC/2)                 | 乘賓（Sabiem） TMS-516 (ACVV)   |
| 頌民樓（B座） （英語：Chung Man House） | 舊長型 （中央走廊式） | 1974年   | 18                    | 34                         | 612            | 廖本懷 （屋宇建設委員會建築師） | 安利（蕭氏）建築有限公司 | 三菱 ACR (AC/2)                 | 乘賓（Sabiem） TMS-516 (ACVV)   |
| 康民樓（C座） （英語：Hong Man House） | 舊長型 （露台相連式） | 1975年   | 12                    | 14                         | 84             | 廖本懷 （屋宇建設委員會建築師） | 安利（蕭氏）建築有限公司 | 三菱 ACR (AC/2)                 | 乘賓（Sabiem） TMS-516 (ACVV)   |
| 嘉民樓（D座） （英語：Kar Man House） | 舊長型 （露台相連式） | 1975年   | 12                    | 24                         | 288            | 廖本懷 （屋宇建設委員會建築師） | 安利（蕭氏）建築有限公司 | 三菱 ACR (AC/2)                 | 乘賓（Sabiem） TMS-516 (ACVV)   |
| 建民樓（E座） （英語：Kin Man House） | 舊長型 （中央走廊式） | 1975年   | 19                    | 34                         | 646            | 廖本懷 （屋宇建設委員會建築師） | 安利（蕭氏）建築有限公司 | 三菱 ACR (AC/2)                 | 乘賓（Sabiem） TMS-516 (ACVV)   |
| 禮民樓（F座） （英語：Lai Man House） | 舊長型 （中央走廊式） | 1975年   | 19                    | 34                         | 646            | 廖本懷 （屋宇建設委員會建築師） | 安利（蕭氏）建築有限公司 | 三菱 ACR (AC/2)                 | 乘賓（Sabiem） TMS-516 (ACVV)   |
| 保民樓（G座） （英語：Po Man House） | 舊長型 （中央走廊式） | 1975年   | 19                    | 34                         | 646            | 廖本懷 （屋宇建設委員會建築師） | 安利（蕭氏）建築有限公司 | 三菱 ACR (AC/2)                 | 乘賓（Sabiem） TMS-516 (ACVV)   |
| 信民樓（H座） （英語：Shun Man House） | 雙塔式                | 1975年   | 24（高座） 21（低座） | 40（2-21樓） 20（22-24樓） | 840（2-24樓）  | 廖本懷 （屋宇建設委員會建築師） | 安利（蕭氏）建築有限公司 | 迅達 Zonamatic (AC/2)           | 乘賓（Sabiem） TMS-516 (ACVV)   |
| 新民樓（I座） （英語：Sun Man House） | 雙塔式                | 1975年   | 24（高座） 21（低座） | 40（2-21樓） 20（22-24樓） | 840（2-24樓）  | 廖本懷 （屋宇建設委員會建築師） | 安利（蕭氏）建築有限公司 | 迅達 Zonamatic (AC/2)           | 乘賓（Sabiem） TMS-516 (ACVV)   |
| 德民樓（J座） （英語：Tak Man House） | 雙塔式                | 1975年   | 24（高座） 21（低座） | 40（2-21樓） 20（22-24樓） | 840（2-24樓）  | 廖本懷 （屋宇建設委員會建築師） | 安利（蕭氏）建築有限公司 | 迅達 Zonamatic (AC/2)           | 乘賓（Sabiem） TMS-516 (ACVV)   |
| 敦民樓（K座） （英語：Tun Man House） | 雙塔式                | 1975年   | 24（高座） 21（低座） | 40（2-21樓） 20（22-24樓） | 840（2-24樓）  | 廖本懷 （屋宇建設委員會建築師） | 安利（蕭氏）建築有限公司 | 迅達 Zonamatic (AC/2)           | 乘賓（Sabiem） TMS-516 (ACVV)   |
| 衛民樓（L座） （英語：Wai Man House） | 雙塔式                | 1974年   | 24（高座） 21（低座） | 40（2-21樓） 20（22-24樓） | 840（2-24樓）  | 廖本懷 （屋宇建設委員會建築師） | 安利（蕭氏）建築有限公司 | 迅達 Zonamatic (AC/2)           | 乘賓（Sabiem） TMS-516 (ACVV)   |

粗體表示該樓宇牽涉26座問題公屋醜聞，其混凝土強度未達高層單位20.7MPa或低層單位31MPa的標準（而強度大約只有14.54MPa），但遲至1990年代才被揭發，由於與承建商安利（蕭氏）建築之間的建造合約索賠期限已過期，因此房署無法追討賠償。

## 社區設施
愛民邨鄰近有1所大學、2間中學、1間小學、1間幼稚園，而邨內亦有香港童軍總會九龍地域何文田區總部、常光睦鄰中心、宣道會愛民堂等。

### 鄰近學校

#### 大專院校
- 香港都會大學

#### 中學
- 聖公會聖三一堂中學
- 迦密中學
- 聖公會蔡功譜中學

#### 小學
- 天主教領島學校

#### 幼稚園
- 東華三院羅黃碧珊幼兒園  (1978年創辦)

#### 家長資源中心
- 協康會賽馬會星亮資源中心

### 康樂設施
在一街之隔的何文田公園，1999年落成，公園前身為孝民街臨時房屋區。公園位於孝民街，並設有3道入口，其中2道入口位於孝民街，而另一道入口位於忠義街。何文田公園內設有籃球場、足球場、游泳池、健身室、兒童遊樂場、網球場及桌球，為區內居民提供一個良好的活動場地及休憩環境。

### 遊樂設施

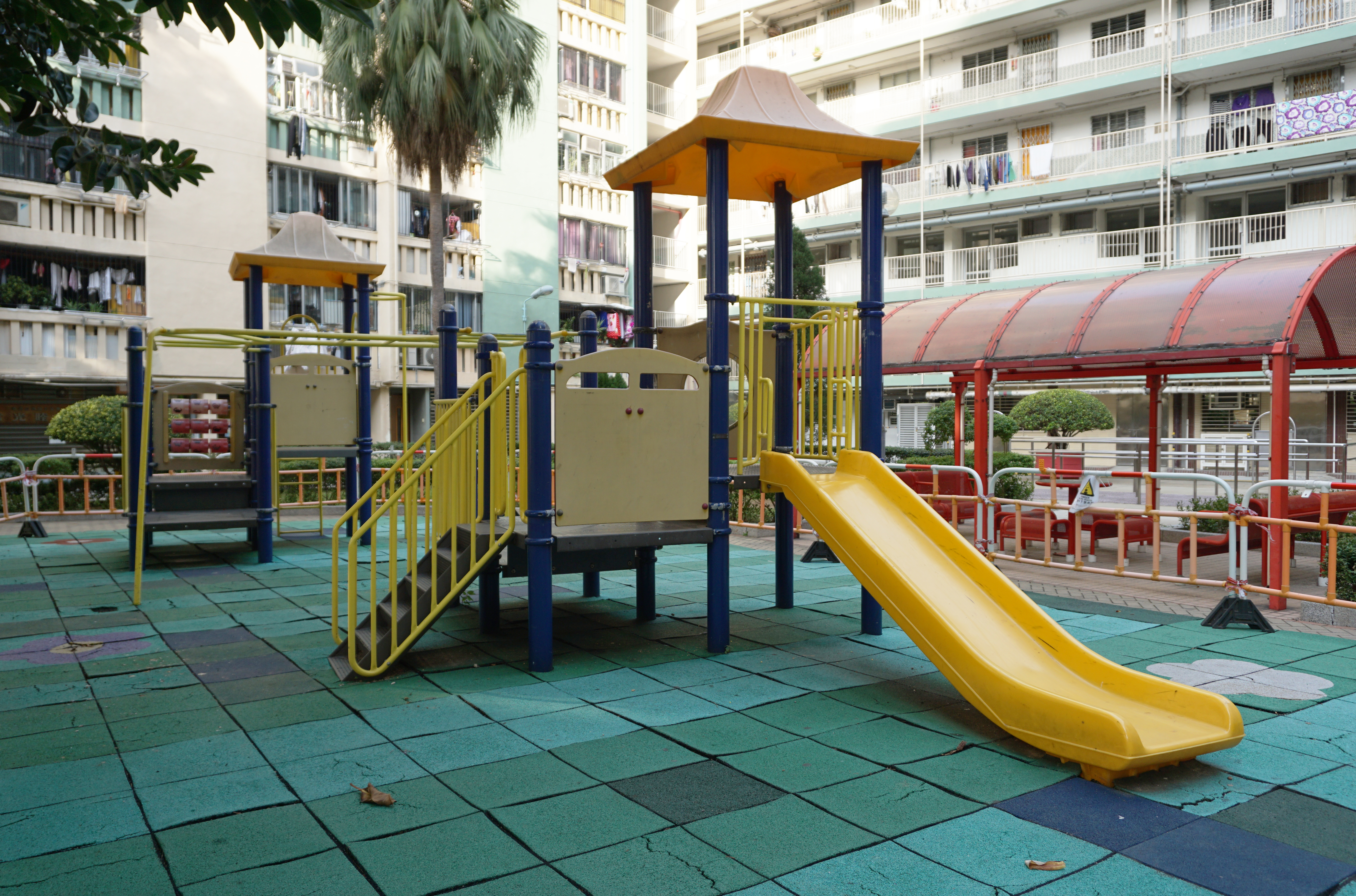
兒童遊樂場（3）
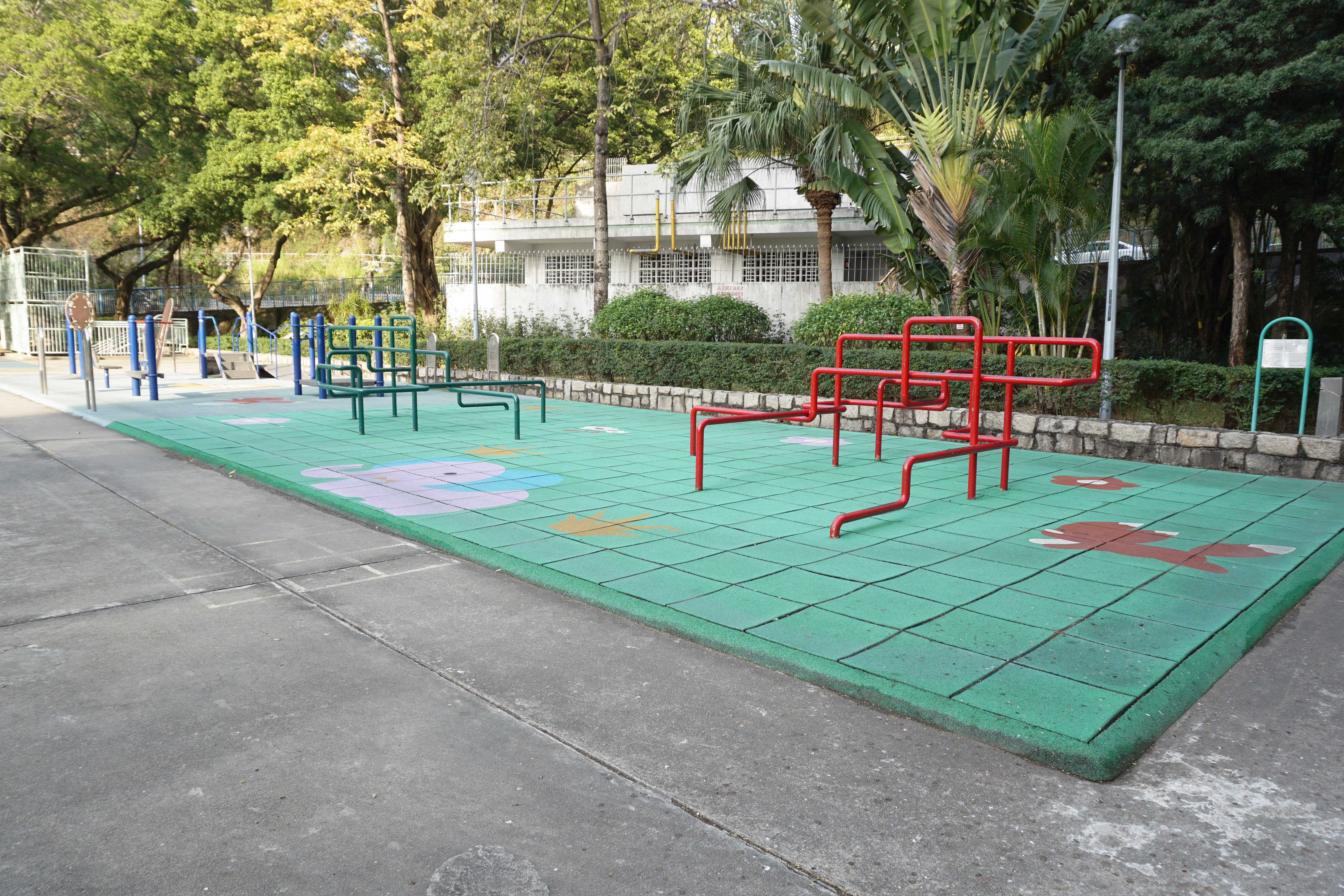
健體區（2）
健體區（3）

## 愛民廣場
愛民廣場（Oi Man Plaza）前稱愛民商場（Oi Man Commercial Complex、又名Oi Man Shopping Centre），於1974年建成，1975年第一季開始營業及於同年11月正式開幕，是首個全數安裝空調的公共屋邨廣場。商場樓高三層，同時昭民樓及頌民樓樓底近公園的商舖（舖號為昭民樓及頌民樓1-8號）及頌民樓16號舖亦屬於商場範圍，建築面積逾30萬平方呎。目前由領展管理。
2007年年底，領展曾為愛民商場進行翻新，包括拉闊部份商舖租用面積改為落地玻璃門面，翻新商場多個洗手間，更換商場外圍柱磚及外圍上蓋通道鋪設防滑磚。
2011年4月，領展為愛民商場進行資產提升計劃，主題為「愛民商場 翻新活化 更多選擇 更多設施 為社區注入新動力」，主要翻新項目為增建升降機及扶手電梯、重組商舖間隔、翻新通道、停車場、出入口及翻新外牆等，整個資產提升計劃希望吸引更多本區居民及區外遊客到場消費，增加人流及商場知名度，改善商戶營商環境，減低商舖空置率。
計劃第一重點是在商場2樓（即前玉龍軒宴會廳及前明珠酒樓舖位部份位置）引入「DRAGON BOWLING」保齡球場，場內設30條球道，於2012年中開業。
計劃另一重點是在商場一樓（前房委會愛民邨辦事處）、2樓（保齡球場對面及扶手電梯側的剩餘位置）及平台（前房委會租約辦）引入長者安居服務協會總部暨熱線中心及長者生活中心，將於2013年陸續投入服務。
計劃亦包括重新引進酒樓，由稻香承租及於2012年7月23日開業。同時，亦陸續引入多元化商舖及食肆，包括公文式（Kumon）教育中心、759阿信屋、KFC、凱意茶餐廳、華潤堂、電話亭、馥軒麵包西餅、八方雲集、百分百餐廳、醫管局九龍中聯網愛民邨社康護理中心及維健康復康用品等新舖進場，為居民提供更多選擇。
商場內多間商舖需要重新裝修或調遷，包括萬寧、7-11便利店、金田井駄菓子屋、愛民郵政局、大快活、環球琴行、惠康超級市場、華潤萬家超市、日本城、愛民校服、愛文閣、偉強電器及裝修、偉華洋行及多間醫務所等。
同時，亦有商戶因未能負擔新租金而結業，包括玉龍軒宴會廳、維勝玩具、高美能廚具、名店鞋及818零食坊等。
愛民商場於2012年7月開始以愛民廣場名義進行推廣活動，廣場宣傳口號是「全新愛民廣場 活力·姿彩 無限FUN」，同年12月1日正式易名為愛民廣場，而翻新工程於2013年2月竣工。
領展於2013年2月19日舉辦領展新春開市春茗暨愛民廣場開幕典禮，象徵翻新工程完結。同日起，於廣場及街市舉辦邁向40週年活動。

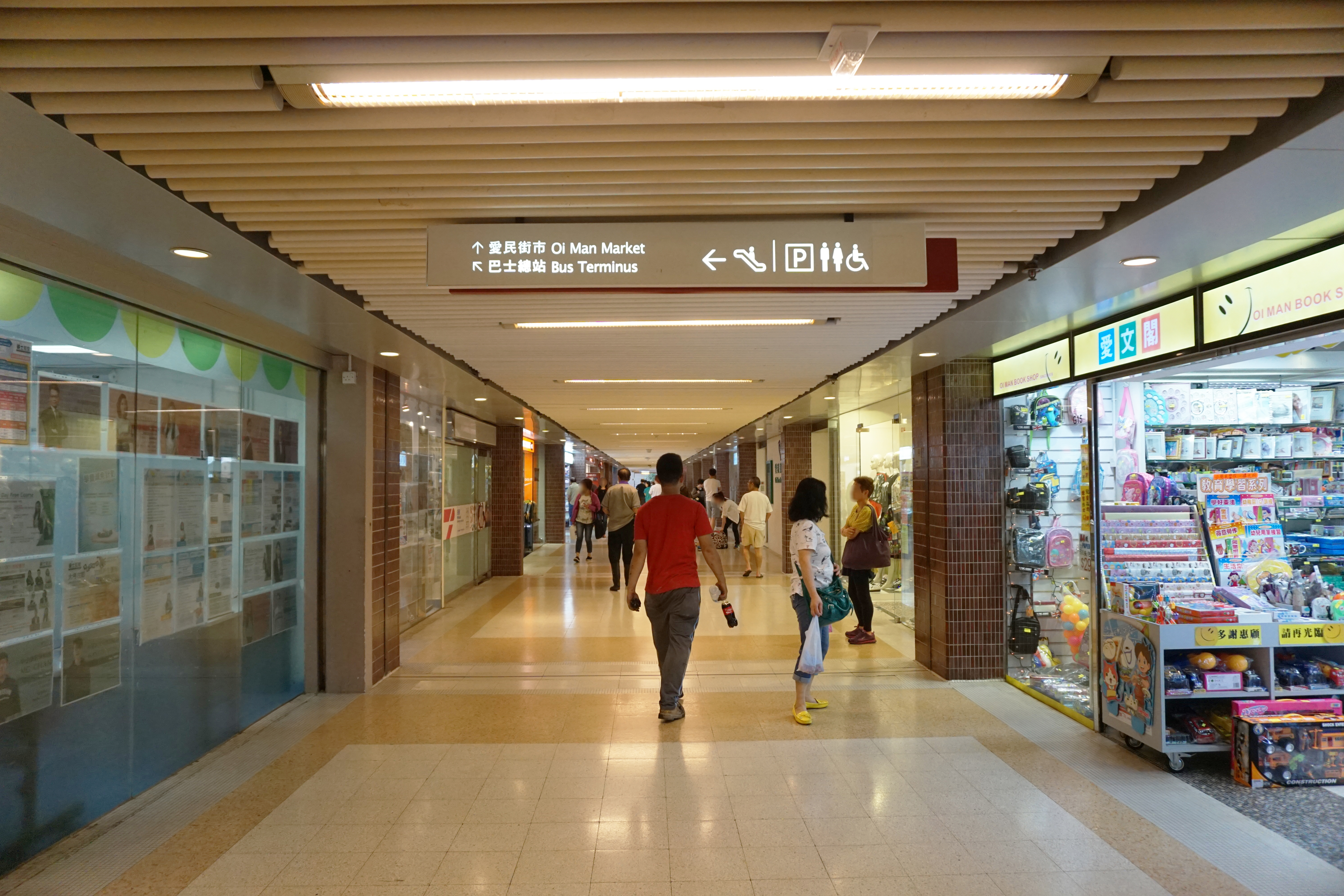
愛民廣場地下
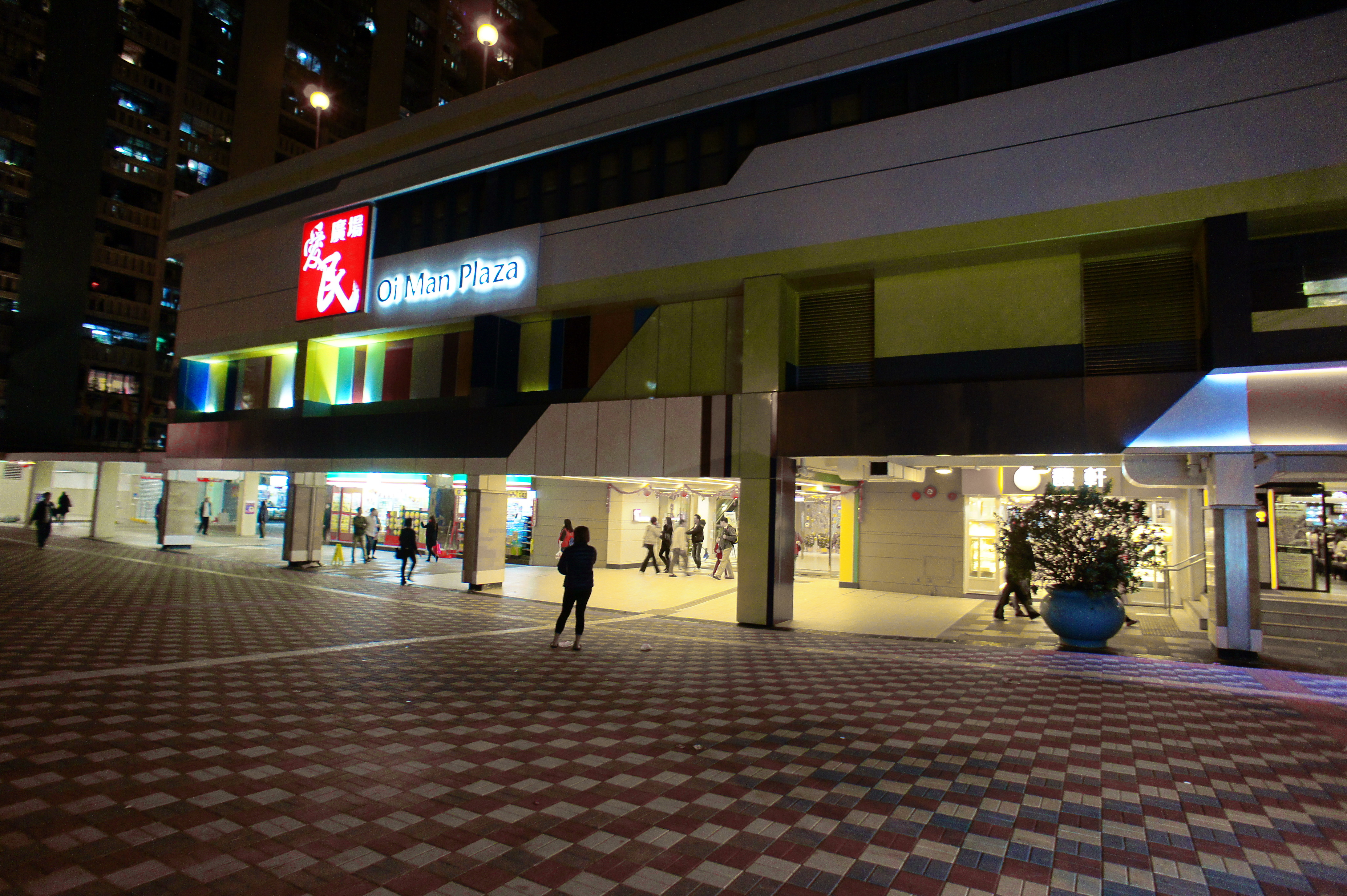
愛民廣場夜景
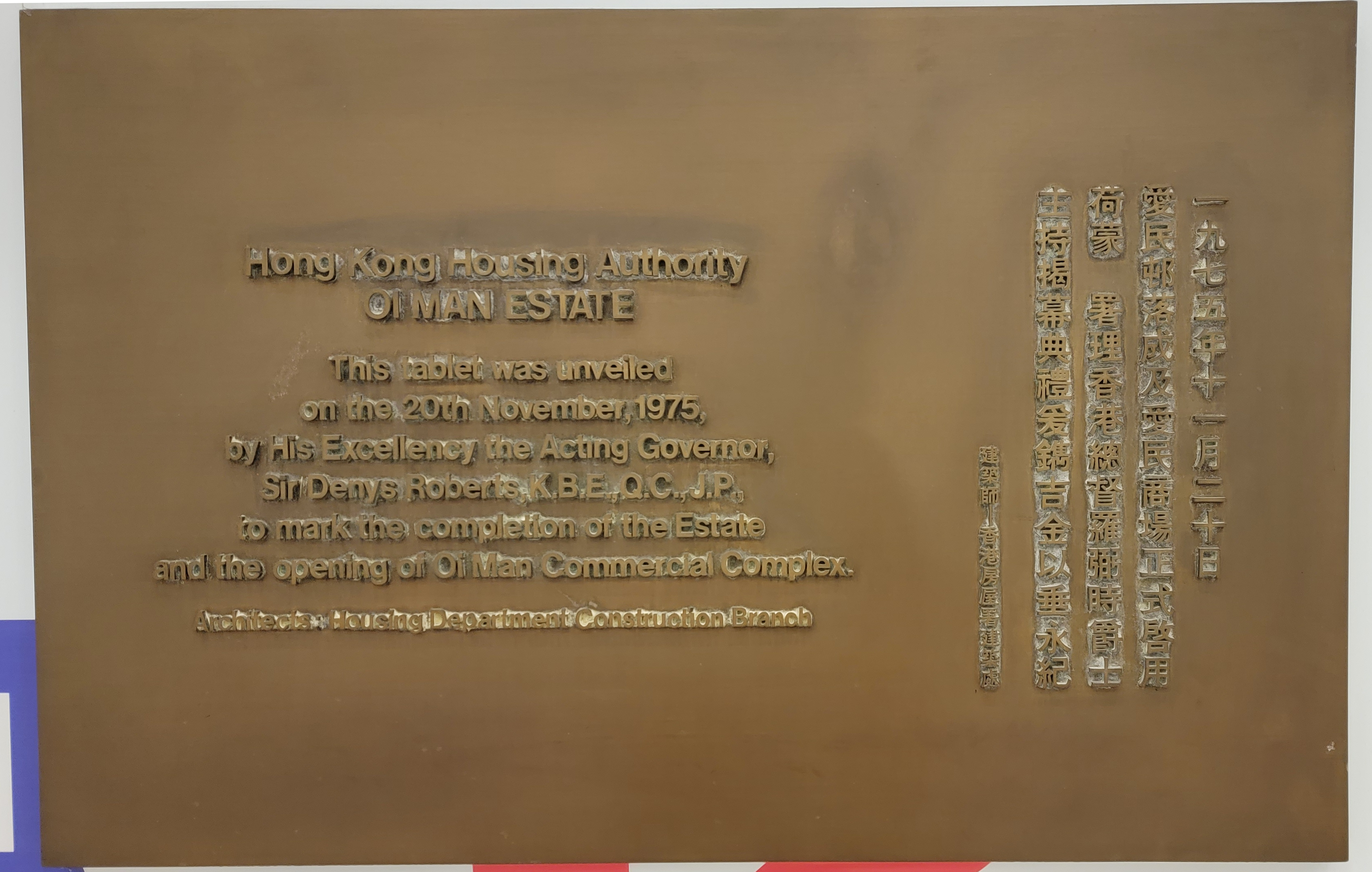
愛民邨及前愛民商場的開幕紀念牌匾。從此可得知時任署理港督，輔政司羅弼時曾在此主持開幕儀式。

### 愛民街市
愛民街市在1975年落成。前稱愛民邨街市（房署管理年代後期）。由中央街市（商檔編號：01-22）、頌民樓樓底街市（商檔編號：23-72）、昭民樓樓底街市（商檔編號：73-102）及三個熟食亭（冬菇亭）（編號：01-12）組成。目前由領展管理。
2011年9月，領展為愛民街市進行資產提升計劃，由英國著名建築師設計，運作亦參考歐洲活街市運作模式。同時亦加裝電力、抽風、消防灑水及排水系統。
中央街市以開放式設計，由22檔增至40檔，商檔編號以W字為首，即W01-W40，商戶類別：鮮肉、凍肉、鮮魚、家禽、蔬菜水果、荳品粉麵、鮮花及熟食。W區翻新工程期：2011年9月至2012年7月；
頌民樓及昭民樓樓底街市由商檔形式改為乾貨商舖，商舖編號以D字為首，即D01-D20，由翻新前80個檔號（每座各32個商檔及8個檔號士多房）改為昭民樓樓底3間商舖（D18-D20）、21個小型貨倉（S01-S21）及頌民樓樓底17間商舖（D01-D17）。D區翻新工程期：2012年5月至2012年11月，同時綠化已廢棄多年的街市平台。
2012年7月，領展原計劃為熟食亭進行翻新，但計劃最終在執行前突然擱置。
2012年8月，街市宣傳口號:「全新愛民街市 新鮮生活 新起點」。
街市翻新工程已於2012年11月全面完成。於2012年12月1日把熟食亭位置剔除後的街市位置統一稱為愛民街市 Oi Man Market，而熟食亭統一稱為愛民熟食亭。

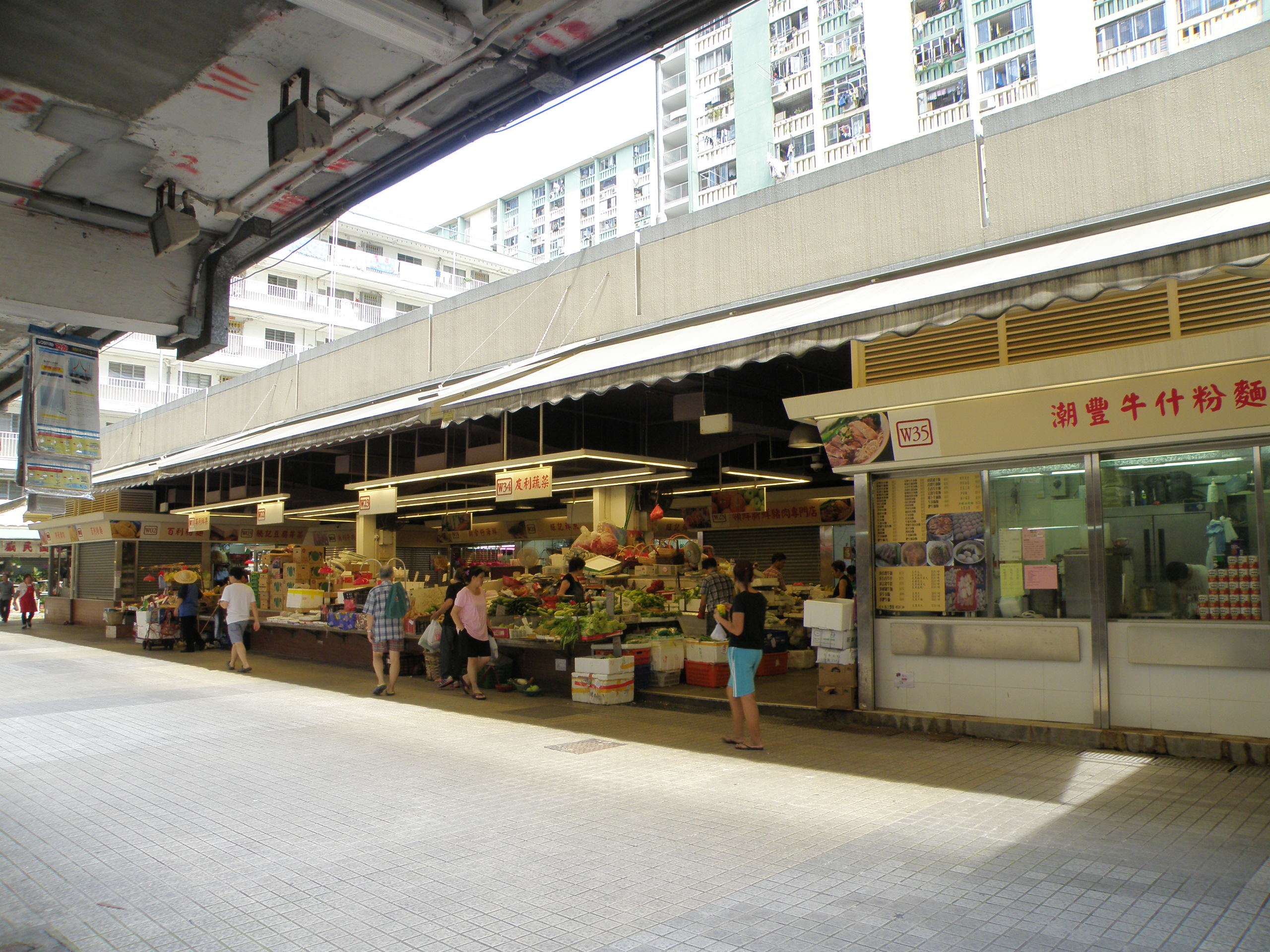
愛民街市北面
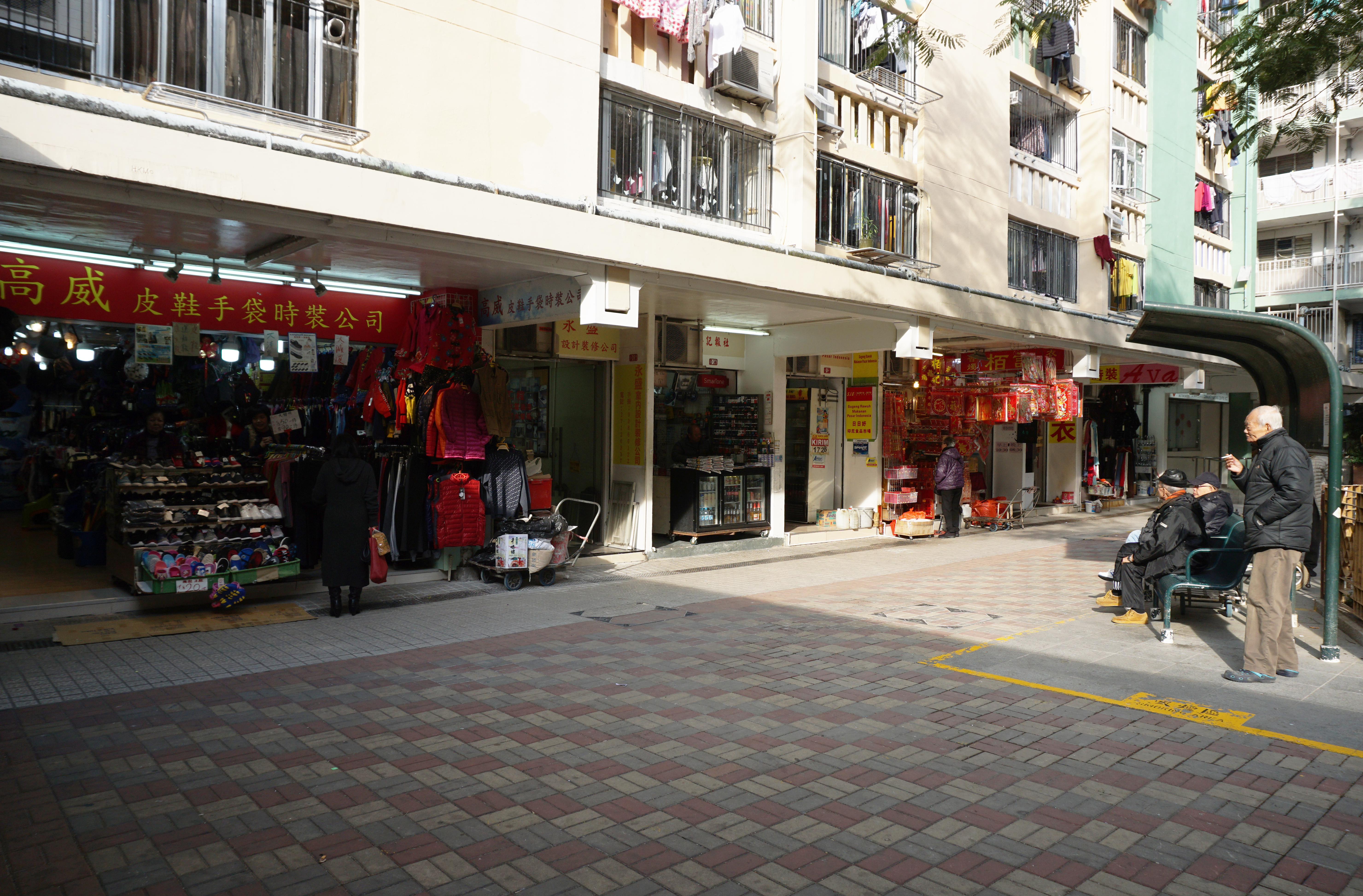
頌民樓商舖（2）

### 選區
愛民邨全邨屬於香港立法會選舉九龍西選區；
而在2015年香港區議會選舉中，忠孝街以東的6座舊長型式大廈部份（昭民樓、建民樓、嘉民樓、禮民樓、康民樓、保民樓和頌民樓，包括俊民苑）屬愛俊選區。而以西的一部份（其餘5座雙塔式大廈，包括衛民樓、敦民樓、德民樓、新民樓和信民樓）則與前山谷道邨和香港都會大學一帶則屬愛民選區。

## 途經之公共交通服務

### 主要交通幹道
- 公主道
- 佛光街
- 紅磡海底隧道

## 2000年後發展
2008年年底，房屋委員會公佈愛民邨初步斟察令人滿意，2009年已進行全面詳細斟察，結果令人滿意。房屋委員會決定愛民邨將保留至少15年，但會投放資源推行全方位維修計劃及改善邨內基礎建設。
2016年10月23日，港鐵觀塘綫延綫何文田站落成啟用，A3出入口行人天橋連接愛民邨嘉民樓平台；該站亦是屯馬綫之中途站。

## 知名舊住客
- 官惠慈：前香港代表隊羽毛球運動員
- 蘇樺偉[8]：前香港傷殘田徑運動員，上述兩位運動員亦是2008年夏季奧林匹克運動會香港區火炬接力的其中兩名火炬手。
- 沈可欣：香港无线电视艺员
- 吳家麗：香港著名女演員
- 羅敏莊[註 4]：前无线电视艺员
- 李忠希：前无线电视男艺员
- 吳家樂[註 5]：香港無綫電視藝員
- 鄧特希[註 6]：香港電視劇編劇、導演、監製
- 黃修平：香港電影導演及編劇，憑電影《狂舞派》獲第33屆香港電影金像獎的「新晉導演獎」。
- 陳小娟：香港電影導演及編劇，憑電影《淪落人》獲第38屆香港電影金像獎的「新晉導演獎」。
- 翁智煒：人稱「煒仔」，香港自由工作者，男同性戀者，居住頌民樓。
- 葉子健：香港網絡紅人，香港大學文學系畢業，曾經牽涉非法集結及遊蕩分別被判定罪入獄及簽保守行為，「白卡聯盟」成員，居住衞民樓。

## 取景
- 1977年香港電台電視劇《小時候》36集《阿輝》
- 1996年初戀無限Touch[9]
- 2005年無綫電視劇阿旺新傳
- 2013年香港電影《狂舞派》
- 2019年第38屆香港電影金像獎入圍電影《淪落人》，在邨內的街市和冬菇亭取景
- 2021年香港電影《媽媽的神奇小子》在邨內的樓宇的巨大天井及走廊取景
- 2023年香港電影《七月返歸》在邨內的走廊、空地以及商鋪取景

## 事件

### 命案
1981年9月7日，愛民商場民豐珠寶表行發生械劫案，一名歹徒中槍死。
1986年5月9日，愛民邨街市「周記」豆腐芽菜檔口（昭民樓地下99號檔位，即現在萬成自助辦館毗鄰之攤檔）發生命案，一名男子被三角銼刺了26下，失血過多及傷及內臟致死。
2005年2月4日，熟食市場發生槍殺案，一名男子遭近距離連開三槍射殺。

### 三小時三人墮樓
2014年11月25日，同一天內3名互不相識男子疑因病厭世，從高處跳下自殺身亡。約在9時半，居民聽見巨響，43歲馮姓男子被發現在敦民樓一面天井高處跳下。警方到場約10分鐘後傳來第二聲巨響，71歲黃姓男子被發現在敦民樓另一面天井又有人墮樓。至中午12時許，新民樓一面天井再有人墮樓，傳來第三聲巨響，59歲屈姓男子從17樓住所走廊跳下身亡。

## 外部連結
- 房委會物業位置及資料 愛民邨 （页面存档备份，存于）